# División de Honor de balonmano 1968-69
La División de Honor de balonmano 1968-69 fue la 11.ª edición de la máxima competición de balonmano de España. Se desarrolló en una fase, que constaba de una liga de doce equipos enfrentados todos contra todos a doble vuelta. El ganador disputaba la Copa de Europa, el último descendía a Primera División y el décimo y undécimo promocionaban.

## Clasificación
| N. | Equipo               | PJ | PG | PE | PP | PTS |
| 1  | C.F. Barcelona       | 22 | 19 | 0  | 3  | 38  |
| 2  | Altos Hornos         | 22 | 13 | 2  | 7  | 28  |
| 3  | Granollers           | 22 | 12 | 4  | 6  | 28  |
| 4  | Atlético de Madrid   | 22 | 12 | 3  | 7  | 27  |
| 5  | Eguía                | 22 | 11 | 2  | 9  | 24  |
| 6  | Pizarro              | 22 | 11 | 1  | 10 | 23  |
| 7  | G.E. Seat            | 22 | 10 | 1  | 11 | 21  |
| 8  | C.D. Sabadell        | 22 | 9  | 2  | 11 | 20  |
| 9  | Bofarull La Salle    | 22 | 8  | 1  | 13 | 17  |
| 10 | Salleko              | 22 | 8  | 1  | 13 | 17  |
| 11 | Anaitasuna           | 22 | 7  | 1  | 14 | 15  |
| 12 | Real Zaragoza-Ademar | 22 | 3  | 0  | 19 | 6   |